# Simone Vagnozzi
Simone Vagnozzi (Ascoli Piceno, 30 maggio 1983) è un allenatore di tennis ed ex tennista italiano.

## Carriera

### Giocatore
La sua carriera lo ha visto esprimersi soprattutto a livello Challenger. Entrato nel tabellone principale di un torneo dell'ATP Tour a Umago, nel luglio 2010, viene subito sconfitto da Pablo Cuevas. Due mesi dopo supera le qualificazioni a Bucarest e coglie la sua prima vittoria ATP battendo al primo turno Marius Copil.
Nell'aprile 2011 entra nel main draw dell'ATP 500 di Barcellona e coglie il suo miglior risultato in carriera raggiungendo il terzo turno dopo aver sconfitto nell'ordine Fabio Fognini (n. 49 del ranking) e Juan Mónaco (n. 37), prima di perdere in tre set dall'ex numero uno Juan Carlos Ferrero. Sempre nel 2011 entra nel tabellone principale anche nel 250 di Umago e raggiunge 4 semifinali del circuito Challenger. Il 4 aprile 2011 raggiunge la 74ª posizione nel ranking ATP in doppio e il 7 novembre 2011 la 161ª in singolare, le sue migliori classifiche in carriera.
Risultati di rilievo nel 2012 in singolare sono le semifinali in due tornei Challenger e la conquista di un trofeo Futures in Italia, mentre in doppio arriva due volte in finale a livello Challenger. Nel 2013 vince in singolare un Futures italiano ma non ottiene risultati significativi a livello Challenger, mentre in doppio vince il Challenger di Orbetello e un Futures in Spagna. L'anno successivo disputa in prevalenza tornei Futures, aggiudicandosi in singolare l'F4 italiano in marzo e in doppio, in coppia con Matteo Donati, l'F1 danese, suo ultimo trofeo internazionale in carriera. Disputa in singolare il suo ultimo incontro internazionale al Futures di Basilicanova il 22 giugno 2015.

### Allenatore
Verso la fine del 2016 diventa allenatore di Marco Cecchinato, che sotto la sua guida passa dalla 180ª alla 16ª posizione del ranking ATP, arrivando in semifinale al Roland Garros e aggiudicandosi 3 titoli ATP. La crisi di risultati del 2019 lo porta alla separazione da Cecchinato e nello stesso anno passa alla guida tecnica di Stefano Travaglia che entra per la prima volta nella top 100 e nel febbraio 2021 raggiunge il 60º posto della classifica ATP. Dopo un periodo di risultati negativi, a maggio viene annunciata la fine della collaborazione con Travaglia. Il 18 febbraio 2022 diventa il coach di Jannik Sinner, e nel giugno successivo viene affiancato da Darren Cahill. Dopo i grandi successi di Sinner nella stagione 2023, a fine anno Vagnozzi e Cahill si aggiudicano entrambi il premio ATP "Allenatore dell'anno". Sotto la loro guida l'altoatesino conquista il suo primo titolo del Grande Slam agli Australian Open 2024 e il primo posto in classifica ATP, la prima volta per un italiano; il 9 settembre 2024 si aggiudica gli US Open e il 17 Novembre dello stesso anno le ATP Finals, entrambi primati storici per il tennis italiano. Il 26 gennaio 2025 Sinner replica la vittoria dell'anno precedente battendo Zverev nell'Australian Open 2025; il 13 luglio 2025 Sinner è il primo italiano ad aggiudicarsi Wimbledon battendo in finale il rivale Carlos Alcaraz.

## Statistiche

### Doppio

#### Finali perse (1)
| Legenda                   |
| Grande Slam (0)           |
| ATP World Tour Finals (0) |
| ATP Masters 1000 (0)      |
| ATP World Tour 500 (0)    |
| ATP World Tour 250 (1)    |

| N. | Data           | Torneo               | Superficie  | Compagno      | Avversari in finale          | Punteggio |
| 1. | 18 luglio 2010 | Swedish Open, Båstad | Terra rossa | Andreas Seppi | Robert Lindstedt Horia Tecău | 4-6, 5-7  |

### Tornei minori

#### Singolare

##### Vittorie (8)
| Legenda tornei minori |
| Challenger (1)        |
| Futures (7)           |

| N. | Data              | Torneo                                   | Superficie  | Avversario in finale | Punteggio        |
| 1. | 30 settembre 2007 | Italy F33, Sassari                       | Cemento     | Matteo Marrai        | 3-6, 6-1, 6-0    |
| 2. | 7 ottobre 2007    | Italy F34, Sassari                       | Terra rossa | Adam Kellner         | 1-6, 6-1, 6-1    |
| 3. | 19 ottobre 2008   | Croatia F10, Ragusa                      | Terra rossa | Grega Žemlja         | 6-3, 6-4         |
| 4. | 8 febbraio 2009   | Egypt F2, Il Cairo                       | Terra rossa | Daniele Giorgini     | 7–6(3), 5-7, 6-4 |
| 5. | 27 giugno 2010    | Marburg Open, Marburgo                   | Terra rossa | Ivo Minář            | 2-6, 6-3, 7-5    |
| 6. | 19 agosto 2012    | Italy F22, Appiano sulla Strada del Vino | Terra rossa | Jorge Aguilar        | 6-4, 7–6(5)      |
| 7. | 30 giugno 2013    | Italy F13, Busto Arsizio                 | Terra rossa | Dusan Lojda          | 4–6, 6–3, 6–0    |
| 8. | 9 marzo 2014      | Italy F4, Palermo                        | Terra rossa | Maxime Chazal        | 6–3, 6–2         |

##### Finali perse (16)
| Legenda tornei minori |
| Challenger (3)        |
| Futures (13)          |

| N.  | Data            | Torneo                              | Superficie  | Avversario in finale | Punteggio           |
| 1.  | 23 ottobre 2005 | Chile F4, Santiago                  | Terra rossa | Máximo González      | 5-7, 6-1, 3-6       |
| 2.  | 29 gennaio 2006 | Spain F3, Llucmajor                 | Terra rossa | Francesco Piccari    | 6(3)–7, 6(4)–7      |
| 3.  | 17 giugno 2007  | Bytom Open, Bytom                   | Terra rossa | Peter Luczak         | 3-6, 3-6            |
| 4.  | 27 aprile 2008  | Italy F10, Padova                   | Terra rossa | Antonio Veić         | 2-6, 7–6(4), 3-6    |
| 5.  | 1º giugno 2008  | Alessandria Challenger, Alessandria | Terra rossa | Paolo Lorenzi        | 6-4, 6(5)–7, 6(4)–7 |
| 6.  | 17 maggio 2009  | Italy F10, Pozzuoli                 | Terra rossa | Yannick Mertens      | 2-6, 2-6            |
| 7.  | 7 giugno 2009   | Serbia F1, Belgrado                 | Terra rossa | Nikola Ćirić         | 6-4, 6(5)–7, 5-7    |
| 8.  | 19 luglio 2009  | Italy F19, Palazzolo sull'Oglio     | Terra rossa | Guillermo Hormazábal | 5-7, 0-6            |
| 9.  | 9 maggio 2010   | Cairo Challenger, Il Cairo          | Terra rossa | Ivo Minář            | 6-3, 2-6, 3-6       |
| 10. | 16 maggio 2010  | Italy F8, Pozzuoli                  | Terra rossa | Alessio Di Mauro     | 5-7, 4-6            |
| 11. | 13 marzo 2011   | Spain F7, Sabadell                  | Terra rossa | Evgenij Donskoj      | 5-7, 5-7            |
| 12. | 17 marzo 2013   | Turkey F10, Antalya                 | Terra rossa | Lorenzo Giustino     | 0–6, 3–6            |
| 13. | 12 maggio 2013  | Sweden F2, Bastad                   | Terra rossa | Roberto Marcora      | 3–6, 5–7            |
| 14. | 16 giugno 2013  | Slovenia F3, Litija                 | Terra rossa | Axel Michon          | 0–6, 4–6            |
| 15. | 20 ottobre 2013 | Italy F30, Palermo                  | Terra rossa | Alessio Di Mauro     | 3–6, 3–6            |
| 16. | 30 marzo 2014   | Croatia F5, Umago                   | Terra rossa | Lamine Ouahab        | 0–6, 7–6(6), 3–6    |

#### Doppio

##### Vittorie (28)
| Legenda tornei minori |
| Challenger (16)       |
| Futures (12)          |

| N.  | Data             | Torneo                                         | Superficie     | Compagno                 | Avversari in finale                            | Punteggio              |
| 1.  | 19 ottobre 2003  | France F20, Saint-Dizier                       | Cemento indoor | Flavio Cipolla           | Aleksey Malajko Tobias Steinel                 | 4-6, 6-3, 6-2          |
| 2.  | 30 maggio 2004   | Italy F9, Teramo                               | Terra rossa    | Alessandro Motti         | Rodrigo Monte Marcio Torres                    | 3-0, rit.              |
| 3.  | 26 giugno 2005   | Italy F18, Castelfranco Veneto                 | Terra rossa    | Flavio Cipolla           | Stefan Kilchhofer Benjamin Rufer               | 7–6(1), 6-3            |
| 4.  | 26 febbraio 2006 | Italy F2, Trento                               | Cemento indoor | Thomas Holzer            | Leonardo Azzaro Alberto Brizzi                 | 6-4, 6-3               |
| 5.  | 4 marzo 2006     | Italy F3, Roma                                 | Terra rossa    | Alberto Brizzi           | Daniele Giorgini Giancarlo Petrazzuolo         | 6(1)–7, 6-1, 6-2       |
| 6.  | 21 gennaio 2007  | La Serena Open, La Serena                      | Terra rossa    | Marc López               | Carlos Berlocq Brian Dabul                     | 3-6, 6-3, [10-1]       |
| 7.  | 2 settembre 2007 | Città di Como Challenger, Como                 | Terra rossa    | Máximo González          | Flavio Cipolla Marco Pedrini                   | 7–6(5), 6-4            |
| 8.  | 9 settembre 2007 | Genoa Open Challenger, Genova                  | Terra rossa    | Daniele Giorgini         | Simone Bolelli Flavio Cipolla                  | 6-3, 6-1               |
| 9.  | 6 gennaio 2008   | Internationaux de Nouvelle-Calédonie, Numea    | Cemento        | Flavio Cipolla           | Jan Mertl Martin Slanar                        | 6-4, 6-4               |
| 10. | 27 aprile 2008   | Italy F10, Padova                              | Terra rossa    | Caio Zampieri            | Aleksandr Dolhopolov Denis Macukevič           | 7-5, 7–6(2)            |
| 11. | 4 maggio 2008    | Roma Open, Roma                                | Terra rossa    | Flavio Cipolla           | Paolo Lorenzi Giancarlo Petrazzuolo            | 6-3, 6-3               |
| 12. | 1º giugno 2008   | Alessandria Challenger, Alessandria            | Terra rossa    | Flavio Cipolla           | Matwé Middelkoop Melle Van Gemerden            | 3-6, 6-1, [10-4]       |
| 13. | 1º febbraio 2009 | Egypt F1, Giza                                 | Terra rossa    | Daniele Giorgini         | Rabie Chaki Talal Ouahabi                      | 2-6, 6-1, [10-3]       |
| 14. | 30 agosto 2009   | Internazionali di Manerbio, Manerbio           | Terra rossa    | Alessio Di Mauro         | Yves Allegro Jesse Huta Galung                 | 6-4, 3-6, [10-4]       |
| 15. | 31 gennaio 2010  | Morocco F1, Casablanca                         | Terra rossa    | Alberto Brizzi           | Adam Kellner Martin Kližan                     | 6-3, 6-2               |
| 16. | 4 aprile 2010    | Italy F3, Foggia                               | Terra rossa    | Alessio Di Mauro         | Diego Álvarez Agustín Picco                    | 6-4, 6-0               |
| 17. | 9 maggio 2010    | Cairo Challenger, Il Cairo                     | Terra rossa    | Martin Slanar            | Andre Begemann Dustin Brown                    | 6-3, 6-4               |
| 18. | 4 luglio 2010    | Braunschweig Open, Braunschweig                | Terra rossa    | Leonardo Tavares         | Igor' Kunicyn Jurij Ščukin                     | 7-5, 7–6(4)            |
| 19. | 3 ottobre 2010   | Tennislife Cup, Napoli                         | Terra rossa    | Daniel Muñoz de la Nava  | Andreas Haider-Maurer Bastian Knittel          | 1-6, 7–6(5), [10-6]    |
| 20. | 20 febbraio 2011 | Morocco Tennis Tour Meknes, Meknès             | Terra rossa    | Treat Conrad Huey        | Alessio Di Mauro Alessandro Motti              | 6-1, 6-2               |
| 21. | 13 marzo 2011    | Spain F7, Sabadell                             | Terra rossa    | Daniele Giorgini         | Miguel Ángel López Jaén Gabriel Trujillo Soler | 6-4, 6-0               |
| 22. | 20 marzo 2011    | Morocco Tennis Tour Rabat, Rabat               | Terra rossa    | Alessio Di Mauro         | Evgenij Korolëv Jurij Ščukin                   | 6-4, 6-4               |
| 23. | 27 marzo 2011    | Città di Caltanissetta, Caltanissetta          | Terra rossa    | Daniele Bracciali        | Daniele Giorgini Adrian Ungur                  | 3-6, 7–6(2) [10-7]     |
| 24. | 18 giugno 2011   | Milano ATP Challenger, Milano                  | Terra rossa    | Adrián Menéndez Maceiras | Andrea Arnaboldi Leonardo Tavares              | 0-6, 6-3 [10-5]        |
| 25. | 20 agosto 2011   | Concurso Internacional de Tenis, San Sebastián | Terra rossa    | Stefano Ianni            | Daniel Gimeno Traver Israel Sevilla            | 6-3, 6-4               |
| 26, | 10 febbraio 2013 | Spain F1, Maiorca                              | Terra rossa    | Alessio Di Mauro         | M A Lopez Jaen J Marse-Vidri                   | 6-0, 6-3               |
| 27, | 29 luglio 2013   | Orbetello Challenger, Orbetello                | Terra rossa    | Marco Crugnola           | Renzo Olivo Guillermo Duran                    | 7–6(3), 6(5)–7, [10-6] |
| 28. | 27 luglio 2014   | Denmark F1, Aarhus                             | Terra rossa    | Matteo Donati            | Christian Lindell Robin Olin                   | 6-1, 6-0               |

## Risultati in progressione
| Torneo                | 2007 | 2008 | 2009 | 2010 | 2011 | 2012 | Carriera V-P |
| --------------------- | ---- | ---- | ---- | ---- | ---- | ---- | ------------ |
| Australian Open       | Q1   | Q2   | Q2   | Q1   | Q2   | Q1   | 0–0          |
| Open di Francia       | Q2   | A    | A    | A    | Q1   |      | 0–0          |
| Wimbledon             | Q1   | A    | A    | Q1   | A    |      | 0–0          |
| US Open               | A    | A    | A    | Q3   | A    |      | 0–0          |
| Vittorie-Sconfitte    | 0–0  | 0–0  | 0–0  | 0–0  | 0–0  | 0–0  | 0–0          |
| Finali ATP World Tour | 0    | 0    | 0    | 0    | 0    | 0    | 0            |
| Tornei vinti          | 0    | 0    | 0    | 0    | 0    | 0    | 0            |
| Ranking di fine anno  | 270  | 278  | 269  | 179  | 167  |      | N/A          |

| Sigla      | Risultato               |
| ---------- | ----------------------- |
| V          | Vincitore               |
| F          | Finalista               |
| SF         | Semifinalista           |
| QF         | Quarti di Finale        |
| 4T         | Quarto turno            |
| 3T         | Terzo turno             |
| 2T         | Secondo turno           |
| 1T         | Primo turno             |
| A          | Assente                 |
| Q1, Q2, Q3 | Turni di Qualificazione |

### Guadagni *
| Anno     | World Tour 250 | Challenger | Futures | Totale | Guadagni ($) | Posizione |
| -------- | -------------- | ---------- | ------- | ------ | ------------ | --------- |
| 2003     | 0              | 0          | 1       | 1      | 6.354        | 648       |
| 2004     | 0              | 0          | 1       | 1      | 14.622       | 437       |
| 2005     | 0              | 0          | 1       | 1      | 10.674       | 542       |
| 2006     | 0              | 0          | 2       | 2      | 33.510       | 325       |
| 2007     | 0              | 3          | 2       | 5      | 40.470       | 315       |
| 2008     | 0              | 3          | 2       | 5      | 55.777       | 286       |
| 2009     | 0              | 1          | 2       | 3      | 41.976       | 323       |
| 2010     | 0              | 4          | 2       | 6      | 84.955       | 210       |
| 2011     | 0              | 5          | 1       | 6      | 107.455      | 195       |
| 2012     | 0              | 0          | 1       | 1      | 13.017       | 262       |
| Carriera | 0              | 16         | 14      | 30     | 410.354      | 798       |

*Singolare e Doppio sommati